# Brachymyrmex oculatus
Brachymyrmex oculatus é uma espécie de inseto do gênero Brachymyrmex, pertencente à família Formicidae.